# Gurupi Esporte Clube
O Gurupi Esporte Clube é um clube de futebol brasileiro da cidade de Gurupi, no estado do Tocantins. O clube tem seis títulos do Campeonato Tocantinense.

## História
O Gurupi foi fundado em 13 de junho de 1988, por dissidentes do clube Olaria de Gurupi. Seu primeiro presidente foi Orlando Matos, o qual permaneceu no cargo até março do ano seguinte, quando  o comando para Antônio Carlos de Paula Silveira Melo. Já presidiram o clube André Figueiredo, Júlio Kenner, Idejair Viana, Carlos Café, Carlos Barcelos, Valnir Soares, Silvério Filho, Ezemi Nunes, Iran França e o atual Wilson de Souza Castilho (2006/2010 e a partir de março de 2011 com a renúncia de Iran França que ficou no cargo somente 90 dias)
Em sua participação na primeira edição do Campeonato Tocantinense, em 1993, terminou na sexta colocação. Em 1995, foi vice-campeão nas duas competições do futebol tocantinense: o Estadual e a Copa Tocantins. A campanha proporcionou a participação do Gurupi pela primeira vez em uma competição nacional, o Campeonato Brasileiro da Série C, quando terminou na quinquagésima colocação entre 107 clubes participantes. Na segunda fase, o Gurupi acabou sendo eliminado pelo Guará.[carece de fontes?]
Em 1996, conquistou seu primeiro título estadual, após vencer o Kaburé na cobrança de penalidades por 6 a 5. No ano seguinte em 1997, o clube obteve o bicampeonato, com uns dos melhores presidente de sua história, filho da cidade, Idejair viana, desta vez batendo o Interporto na final.
Em 2003 e em 2008, foi vice-campeão tocantinense, perdendo os títulos para o Palmas e para o Tocantins. O tricampeonato foi alcançado em 2010. Na primeira partida da decisão contra o Araguaína, o Gurupi conheceu sua única derrota em toda a competição, perdendo pelo placar mínimo. Na partida de volta, porém, venceu por 3 a 1 e garantiu seu terceiro título, além da inédita participação na Copa do Brasil do ano seguinte. Na Copa do Brasil, em sua primeira participação foi eliminado pelo Paraná, ao empatar em 1 a 1 em casa e perder por 3 a 0 em Curitiba.
Em 2011, é novamente campeão do estadual, batendo o Interporto na final.
Em 2012 conquista o tricampeonato consecutivo do estadual vencendo o Tocantinópolis na final.
No começo de 2013 a equipe ameaçou desistir do campeonato estadual por falta de verba da cidade. Mesmo com a falta de verba a equipe decidiu participar do torneio e da Copa do Brasil e Série D do mesmo ano.
Em 2016 a equipe venceu o Tocantins de Miracema de Virada e conquistou o 6º título. Com o título o Gurupi se tornou o maior vencedor do estado superando o Palmas.
Em 2017 o clube fez história e chegou a 3ª fase da Copa do Brasil e oitavas de final do Campeonato Brasileiro - Série D.
Conforme o ranking da CBF 2018, Gurupi é o melhor clube tocantinense. Ocupando a 100º colocação com 640 pontos.
Em 2019 desistiu de disputar o Tocantinense e a Série D sendo punido por 2 anos.
Em 2020 o time volta sendo Campeão da Segunda Divisão de 2020.
Em 2021 com uma dívida de R$ 51.329 fez péssima campanha no Tocantinense, mas não teve rebaixados.
Em 2022 a campanha foi novamente ruim ficando em nono e sendo rebaixado para a Série B. Disputou a Segunda Divisão no mesmo ano e e se sagrou campeão após vencer o Tocantins de Miracema por 3 a 2 no agregado.

Escudo utilizado entre 2012 e 2016

## Títulos
| ESTADUAIS | ESTADUAIS                            | ESTADUAIS | ESTADUAIS                           |
|           | Competição                           | Títulos   | Temporadas                          |
| --------- | ------------------------------------ | --------- | ----------------------------------- |
|           | Campeonato Tocantinense              | 6         | 1996, 1997, 2010, 2011, 2012 e 2016 |
|           | Campeonato Tocantinense - 2ª Divisão | 2         | 2020 e 2022                         |

### Categorias de base
- Campeonato Tocantinense de Juniores: 2004 e 2009

## Estatísticas

### Participações
|  | Participações em 2025 |

| Competição | Competição              | Temporadas | Melhor campanha       | Estreia | Última | P | R |
| Tocantins  | Campeonato Tocantinense | 30         | Campeão (6 vezes)     | 1993    | 2025   |   | 2 |
| Tocantins  | Segunda Divisão         | 2          | Campeão (2020 e 2022) | 2020    | 2022   | 2 |   |
| Brasil     | Série C                 | 3          | 29º colocado (1996)   | 1995    | 2004   | – | – |
| Brasil     | Série D                 | 2          | 9º colocado (2013)    | 2013    | 2017   | – |   |
| Brasil     | Copa do Brasil          | 4          | 3ª fase (2017)        | 2011    | 2017   |   |   |

### Desempenho em competições oficiais
Campeonato Tocantinense
| Ano  |      |      |      | 1993 | 1994 | 1995 | 1996 | 1997 | 1998 | 1999     |
| Pos. |      |      |      | 6º   | 3º   | 2º   | 1º   | 1º   | 9º   | —        |
| Ano  | 2000 | 2001 | 2002 | 2003 | 2004 | 2005 | 2006 | 2007 | 2008 | 2009     |
| Pos. | 4º   | 4º   | 6º   | 2º   | 7º   | 3º   | 5º   | 3º   | 2º   | 3º       |
| Ano  | 2010 | 2011 | 2012 | 2013 | 2014 | 2015 | 2016 | 2017 | 2018 | 2019     |
| Pos. | 1º   | 1º   | 1º   | 2º   | 3º   | 4º   | 1º   | 4º   | 2º   | Desistiu |
| Ano  | 2021 | 2022 | 2023 | 2024 | 2025 |      |      |      |      |          |
| Pos. | 8º   | 9º   | 5º   | 5º   | 5º   |      |      |      |      |          |
| ---- | ---- | ---- | ---- | ---- | ---- | ---- | ---- | ---- | ---- | -------- |

Campeonato Tocantinense - Segunda Divisão
| Ano  | 2020 | 2021 | 2022 |
| Pos. | 1º   | —    | 1º   |
| ---- | ---- | ---- | ---- |

Campeonato Brasileiro - Série C
| Ano  | 1995 | 1996 | 2004 |
| Pos. | 50º  | 29º  | 38º  |
| ---- | ---- | ---- | ---- |

Campeonato Brasileiro - Série D
| Ano  | 2013 | 2017 |
| Pos. | 9º   | 14º  |
| ---- | ---- | ---- |

Copa do Brasil
| Ano  | 2011 | 2012 | 2013 | 2017 |
| Pos. | 48º  | 56º  | 60º  | 22º  |
| ---- | ---- | ---- | ---- | ---- |

Legenda:
| Campeão Vice-campeão Rebaixado à divisão inferior |

## Artilheiros
| Artilharia   | Artilharia              | Artilharia | Artilharia |
| Atleta       | Competição              | Ano        | Gols       |
| ------------ | ----------------------- | ---------- | ---------- |
| Demir        | Campeonato Tocantinense | 2010       | 12         |
| Hélder       | Campeonato Tocantinense | 2011       | 8          |
| Régis Wenzel | Campeonato Tocantinense | 2016       | 11         |